# Medina del Campo
Medina del Campo is een gemeente in de Spaanse provincie Valladolid in de regio Castilië en León met een oppervlakte van 153,14 km². Medina del Campo telt 20.774 inwoners (1 januari 2016).

## Demografische ontwikkeling
Bron: INE; 1857-2011: volkstellingen
Opm.: in 1981 werden de gemeenten Gomeznarro en Rodilana aangehecht

## Geboren in Medina del Campo
- Ferdinand I van Aragon (1380-1416), koning van Aragón, Sicilië en Sardinië
- Alfons V van Aragón (1396-1458), koning van Aragón, Sicilië en Sardinië
- Johan II van Aragón (1397-1479), koning van Navarra, Aragón, Sicilië en Sardinië
- Eleonora van Aragón (1402-1449), koningin van Portugal
- Bernal Díaz (1492-1581), conquistador

## Galerij

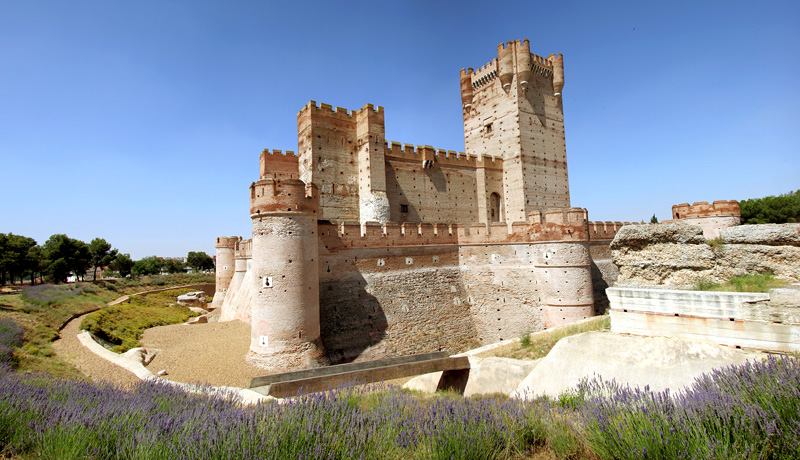
Castillo de La Mota in Medina del Campo